# Ivo Scapolo
Ivo Scapolo (* 24. července 1953 Terrassa Padovana) je italský římskokatolický duchovní, arcibiskup a bývalý diplomat.

## Život
Narodil se 24. července 1953 v Terrassa Padovana.
Vstoupil do kněžského semináře a po teologickém studiu byl 4. června 1978 biskupem Girolamem Bartolomeem Bortignonem vysvěcen na kněze. Následně odešel do Říma, kde se věnoval studiu kanonického práva a diplomacie na Papežské církevní akademii. Dne 1. května 1984 vstoupil do diplomatických služeb Svatého stolce.
Diplomatickou kariéru započal na apoštolské nunciatuře v Angole, následně přešel do Portugalska a nakonec do Spojených států amerických. Poté působil v sekci pro vztahy se státy Státního sekretariátu. Dne 26. března 2002 jej papež Jan Pavel II. jmenoval apoštolským nunciem v Bolívii a titulárním arcibiskupem z Thagaste. Biskupské svěcení přijal 12. května z rukou kardinála Angela Sodana a spolusvětiteli byli arcibiskup Antonio Mattiazzo a arcibiskup Oscar Rizzato.
Dne 17. ledna 2008 byl ustanoven nunciem ve Rwandě a 15. července 2011 v Chile. Hrál významnou roli v kauze sexuálního zneužívání, která po vatikánském vyšetřování vedla k masové rezignaci celé chilské církevní hierarchie. Mnoho obětí takového zneužívání tvrdilo, že Mons. Scapolo nechtěl vyslechnout jejich obvinění a neprojevoval o oběti žádný zájem.
Dne 29. srpna 2019 byl papežem Františkem jmenován apoštolským nunciem v Portugalsku a 23. května 2025 přijal jeho rezignaci.